# Ségou (ville)
Pour les articles homonymes, voir Ségou.
Ségou est une ville et une commune urbaine malienne, chef-lieu du cercle de Ségou et de la 4e région administrative malienne qui porte son nom. Elle est la capitale historique d'un empire trés puissant, le royaume bambara de Ségou établi au XVIIe siècle jusqu'à 1861, puis 1893.

## Géographie
La ville est située au centre du Mali méridional, sur la rive droite du fleuve Niger et sur la route nationale RN 6 (axe Bamako-Mopti) à 230 km au nord-est de la capitale Bamako. 
| Farako   | Diganidougou | Pelengana |
| Sébougou | Ségou        | Pelengana |
|          | Sakoïba      |           |

Elle est surnommée « la cité des balanzans », nom d’un arbre poussant en abondance dans et autour de la ville (acacia albida).
Le climat est classé comme semi-aride chaud (BSh) dans la classification de Köppen.

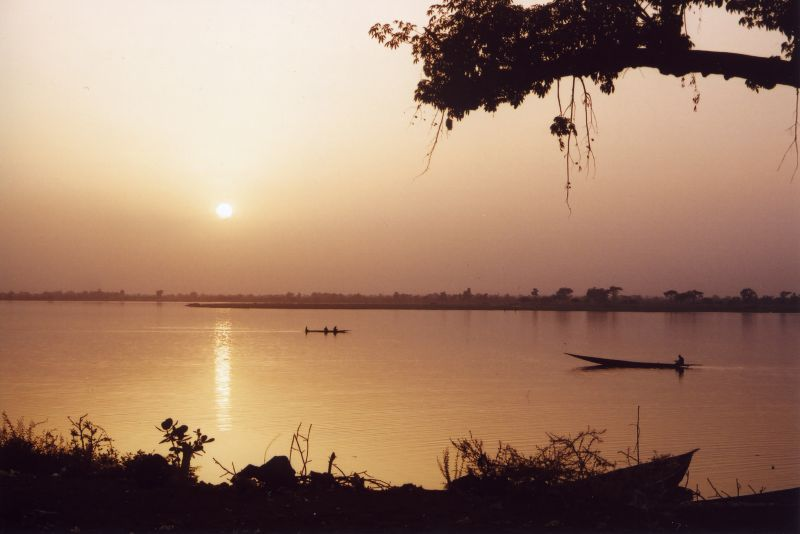
Coucher de soleil au bord du fleuve Niger.

Auberge.

| Mois                                | jan.  | fév.  | mars  | avril | mai   | juin | jui.  | août  | sep.  | oct.  | nov.  | déc.  | année   |
| ----------------------------------- | ----- | ----- | ----- | ----- | ----- | ---- | ----- | ----- | ----- | ----- | ----- | ----- | ------- |
| Température minimale moyenne (°C)   | 16    | 18,2  | 21,9  | 24,9  | 23,8  | 23,1 | 19,5  | 22,1  | 20,2  | 20,5  | 20,3  | 17    | 20,6    |
| Température moyenne (°C)            | 25,6  | 28,4  | 31,5  | 34,2  | 34,1  | 32   | 29,2  | 27,8  | 28,4  | 30,3  | 29,1  | 26,3  | 29,7    |
| Température maximale moyenne (°C)   | 29,7  | 30,8  | 34,8  | 37,7  | 36    | 33,9 | 31,1  | 28,5  | 28,2  | 32,6  | 35,6  | 31,7  | 32,6    |
| Ensoleillement (h)                  | 199,9 | 173,1 | 207,3 | 158,5 | 177,4 | 182  | 152,1 | 162,1 | 161   | 187,3 | 212,3 | 206,5 | 2 179,5 |
| Précipitations (mm)                 | 20,7  | 0,2   | 1,1   | 5,5   | 30,9  | 83,5 | 120,3 | 211,8 | 100,4 | 29,2  | 2,7   | 0     | 606,2   |
| Nombre de jours avec précipitations | 2,03  | 1     | 1,3   | 2     | 3     | 6,6  | 8,6   | 13,1  | 8,1   | 2,8   | 1,3   | 0     | 50,1    |

## Histoire

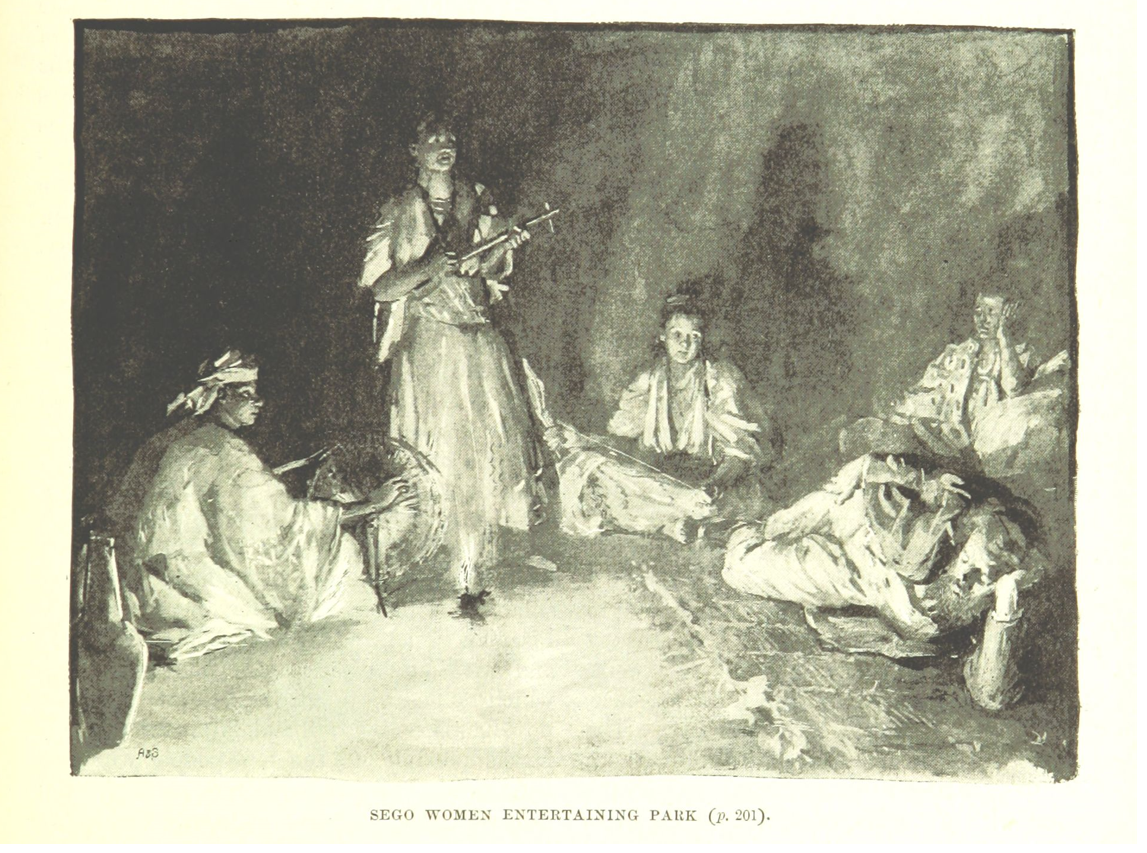
Femmes de Ségou (1892)

Les premiers habitants sont des bozos, une ethnie pratiquant la pêche. Sont ensuite arrivés des malinkés puis les bambaras au XVIe siècle.
C’est à Ségoukoro, sur la rive du Niger à 11 km à l'ouest du centre-ville actuel de Ségou, que Biton Coulibaly fonde au XVIIIe siècle le royaume bambara de Ségou. C'est à Ségoukoro que l'on trouve les tombeaux de la dynastie fondée par Biton Mamary Coulibaly, sa propre tombe et la mosquée soudanaise de Ba Sounou Sacko dédiée à sa mère.

### Chronologie des rois bambara de Ségou
Chronologie des rois bambara selon Louis Tauxier avec quelques rectifications de Gérard Dumestre,

#### Dynastie des Kouloubali [Bitonsi] [1712-1757]
Danfassari
Souma : 1697-1712 ; 
Mamari (Biton) Kouloubali : 1712-1755. Biton transforma la petite chefferie de Ségou-Koro en la plus importante entité politique du Moyen-Niger. Avec son armée de Tondjon, il conquit le Kaarta, Djenné, le Sibiridougou (Barouéli, Niamina et environs), le Bendougou (région de San), le Séladougou (région traversée par le (Bani), le Karadougou (région de Sarro et environs), le Bélédougou et Tombouctou.
Dekoro : 1755-1757 ; Fut assassiné par les Tondjons mené par Ton-Massa Dembelé
Ali : 1757-1757. Musulman. Fut déposé par les Tondjons.

#### Interrègne des Tondjons
Ton-Mansa Dembelé : 1757-1760 ; 
Kaniouba Niouma Barry : 1760-1763 ;
Kafa Dyougou : 1763-1766 règne à partir de Gassin.

#### Dynastie des Diarra [Ngolossi] [1766-1861]
Ngolo Diarra : 1766-1787. Né vers 1718 à Niola, dans la région de Koulikoro. Ngolo Diarra fut donné pour compléter le tribut de Niola à Ségou. Esclave, puis affranchi de Biton, il monta les rangs et devint un important chef tonjon durant la fin de règne de ce dernier. Il réussit à s'imposer comme roi et imposa sa dynastie aux chefs tondjons, ce qui mit fin à l'intermède ayant suivi la chute des Kouloubali. Ngolo transféra la capitale à Sikoro.
Mansong Diarra : 1788-1808. Fils de Ngolo, s'imposa face à son frère et rival Nianankoro et fit la guerre contre le Kaarta qui soutenait son rival. Mansong confirma l'autorité de Ségou sur le Macina et Tombouctou. L'explorateur écossais,  Mungo Park, atteint Ségou le 20 juillet 1796 et visita la cité sous son règne. Ses nombreux fils lui succédèrent jusqu'à la chute de sa dynastie.
Da Diarra : 1808-1827. Fils de Mansong, le Macina prit son indépendance durant son règne même s'il imposa sa suzeraineté sur Samaniana et sur le Monimpé. Le souvenir de Da-Mansong Diarra et de son règne est très présent dans la geste de Ségou.
Tiéfolo Diarra : 1827-1839
Nianemba Diarra : 1839-1841 ;
Kirango-Ba Diarra : 1841-1849 ; 
Nalouma Kouma Diarra : 1849-1851 ; 
Massala Demba Diarra : 1851-1854 ; 
Torokoro Mari Diarra : 1854-1859. Musulman et favorable aux avancées d'El Hadj Omar, Torokoro Mari fut déposé et exécuté par son frère Kégué-Mari et par le chef tondjon Niansong.
Ali Diarra : 1859-1861. Défait à Niamina et à Oitala par El Hadj Omar, Ali s'enfuit au Macina face à l'imminence de la prise de Ségou. Il fut exécuté par El Hadj Omar, durant la révolte du Macina [1863-1864].

##### Dynastes exilés à Touna et à Farako

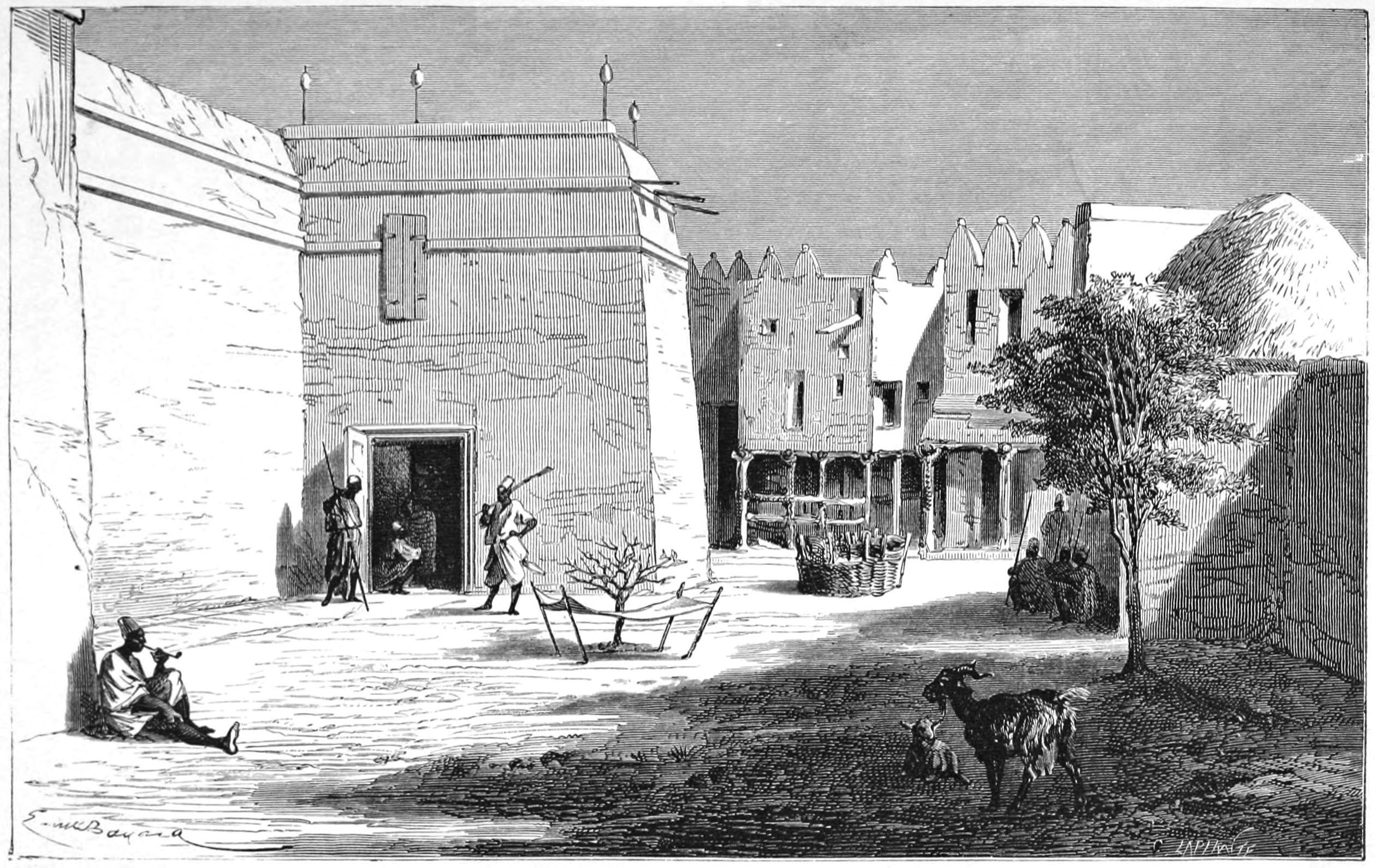
Entrée du palais d'Ahmadou Tall (1866)

Kéghé-Mari Diarra (1861-1868) : fils de Mansong Diarra, résistant contre Ahmadou Tall. Basé à Touna, il participe à la rébellion contre l'empire omarien en 1863-1864. Menaçant les murs de Ségou, il est défait par Ahmadou à Toghou en 1865 et décisivement à Kégué en 1868.
Nianemba (II) Da-Mansong (1870-1878) : fils de Da Mansong et neveu de Kégué-Mari à qui il succède. Basé à Sambala.
Mamourou (1878-1878)
Massa-Toma (1878-1883) : fils du Faama Tiefolo Diarra. Basé à Moribougou. Avec son frère Mansong, il est empoisonné par son cousin Karamoko Diarra.
Karamoko (1883-1887) : fils de Da Mansong et successeur de Massa-Toma. Jouit d'une grande influence même s'il ne réussit pas à contrôler ses chefs de guerre. Menace les murs de Ségou, après le départ d'Ahmadou Tall à Nioro du Sahel en 1884. Attaque la colonne expéditionnaire de Galliéni à Dio en 1882. Karamoko est empoisonné par N'To, le frère de son prédécesseur Massa-Toma
Mari Diarra (1887-1892) : fils de Da Mansong. Basé à Farako, il participe comme auxiliaire à la prise de Ségou par les troupes d'Archinard qui le nomme chef. Accusé de conspiration contre les Français, il est exécuté en 1892.

### Conquête par les Toucouleurs
Entre 1858 et 1861, El Hadj Oumar Tall s’attaque aux royaumes bambaras de Kaarta et de Ségou (bataille de Ngano). Le 10 mars 1861, il conquiert Ségou qu’il confie un an plus tard à son fils Ahmadou pour partir à la conquête d’Hamdallaye, capitale de l’Empire peul du Macina qui tombera le 16 mars 1862 après trois batailles faisant plus de 70 000 morts.
La stratégie d’El Hadj Omar consistait à unifier les musulmans de la région autour des mêmes objectifs afin d’en faire un noyau de résistance à la conquête française. Or cette dernière, comme d’habitude, voulait jouer la carte des minorités en vue d’une dislocation de l’Empire Toucouleur alors sous l’égide de l’Almamy.

### Conquête par la France
Le commandant Louis Archinard de l’armée coloniale française entre à Ségou le 6 avril 1890, et s’allie aux bambaras. Le 13 mars 1893, Ségou devient chef-lieu d'un cercle administratif colonial qui regroupait les territoires des cercles actuels de Dioïla, Barouéli, Bla, Ségou, Macina, San, Koutiala, Tominian et une partie du cercle de Koulikoro.
La commune mixte de Ségou est instituée en 1953. Ségou devient une commune de plein exercice par la loi française du 18 novembre 1955. Elle est alors dirigée par un conseil municipal élu par un collège unique dirigé par un maire élu en son sein.

## Administration et politique

### Conception bambara du pouvoir ouSegu Fanga
Historiquement, à Ségou, le pouvoir politique était séparé de la religion, notamment musulmane. On rencontre, par exemple, une trace de cette séparation dans La geste de Ségou :
"Ala ta ye ni ye (Dieu règne sur l'âme).
Masa ke ta ye a ka jamana ye (Le roi règne sur son royaume).
Da Monzon fana ta ye Segu ye (Da Monzon lui règne sur Ségou)".

### Administration
Le cercle de Ségou regroupe la commune urbaine de Ségou et 29 communes rurales (Pélengana, Sébougoubou, Konodimini, N'Gara, Massala, Sakoïba, Soignébougou, Cinzana, Samené, Dioro, Farakou-Massa, Kamiandougou, Diédougou, Koumandougou, Bellen, Baguidadougou, Farako, Sama-Foulala, Souba, Digandougou, Katiéna, Fatiné, Diouna, Markala, Dougabougou, Togou, Boussin, Sansanding et Sibila) totalisant 554 villages et quartiers.

### Population
Troisième ville du Mali, après Bamako et Sikasso, elle dépasse le seuil des 100 000 habitants lors du recensement de 1998.

### Politique
| Année | Maire élu      | Parti politique                                   |
| ----- | -------------- | ------------------------------------------------- |
| 2004  | Bréma Thiero   | Congrès national d’initiative démocratique (CNID) |
| 2009  | Ousmane Simaga | CNID                                              |
| 2016  | Nouhoum Diarra | Rassemblement pour le Mali (RPM)                  |

### Représentation étrangère
En 2024, Ségou compte une représentation étrangère : le consulat général du Burkina Faso.

### Devise
Les habitants de Ségou et les personnes originaires de cette ville sont appelées en Bambara Ségovienes, Ségoviennes.
Ancien siège du pouvoir du royaume bambara de Ségou, la ville a pour devise : 
- Ségou, la ville des karités et des acacias, des quatre mille quatre cent quarante quatre acacias et du petit acacia au tronc tordu[12].
- Bálansan bà náani àni Bálansan kɛmɛ náani àni tán náani bálansan àni náani áni bálansan ko kùrunin kélen (en bambara).

C'est la forme courte de cette devise que l'on rencontre le plus fréquemment : 
- Ségou, la cité des balazans

On retrouve également dans la bouche des griots 
- Ségou, les quatre villes (Ségou, Ségou-Koro, Ségou-Koura et Ségoubougou)[13]

### Jumelages et accords internationaux
La ville de Ségou est jumelée avec :
- Angoulême, France, depuis 1984.
- Richmond (Virginie), États-Unis.

## Éducation et culture

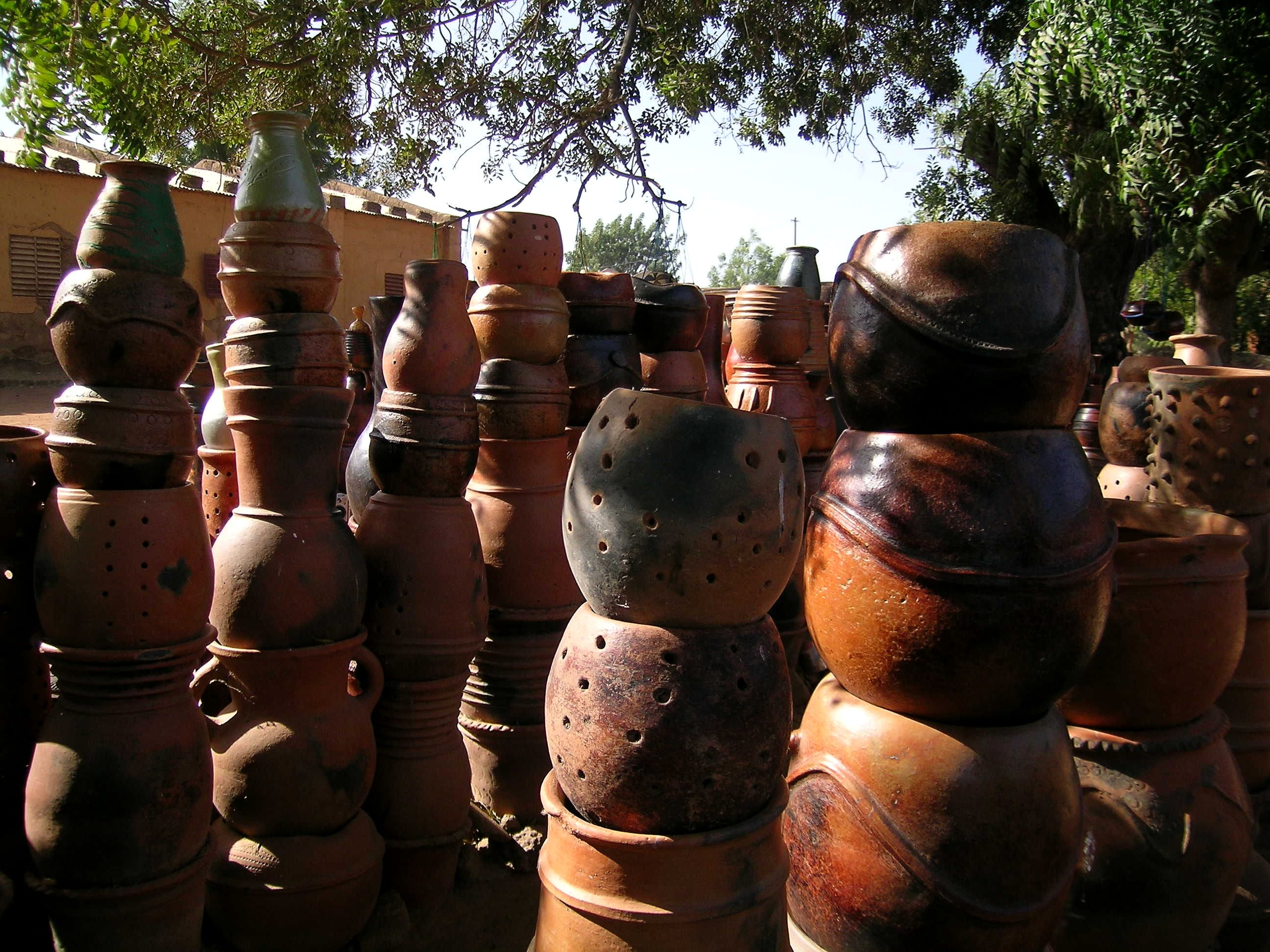
Les poteries de Ségou.

### Éducation

#### Université
Ségou est la première ville du Mali en dehors de Bamako, la capitale, à accueillir une université.
L'université de Ségou a été créée par l'ordonnance n° 10-011/P-RM du 10 mars 2010 et ratifiée par la loi no 2013-014 du 21 mai 2013 de la République du Mali. Lors de son ouverture le 27 janvier 2012, le premier ministre, madame Cissé Mariam Kaïdama Sidibé, a inauguré l’amphithéâtre de la nouvelle université et présidé la rentrée solennelle de cette université.
Selon ses promoteurs, l'université de Ségou a une vocation nationale, sous-régionale et internationale. Il lui est assigné une mission de formation, de production, de conservation et de valorisation de la connaissance en vue de la transformation de l'environnement socio-économique et agricole de la région, la création des secteurs de production et d'emploi des jeunes.
Sur les cinq structures de formation et de recherche prévues au départ, trois sont fonctionnelles à ce jour. Il s'agit de la faculté d'agronomie et de médecine animale (FAMA), de l'Institut universitaire de formation professionnelle (IUFP) et de la faculté des sciences sociales (FASSO).
La faculté des sciences sociales (FASSO) a ouvert ses portes en novembre 2012 et a accueilli au titre de l'année universitaire 2015-2016 environ 910 étudiants. Elle comprend trois filières : communication des organisations (439 étudiants), sociologie (271), aménagement du territoire (200).
La faculté d'agronomie et de médecine animale (FAMA) a ouvert ses portes en janvier 2012 et a accueilli au titre de l'année universitaire 2013-2014 environ 338 étudiants. Elle comprend trois filières : agroéconomie, hydraulique agricole, production et santé animale.
L'Institut universitaire de formation professionnelle (IUFP) a ouvert ses portes en novembre 2012 et a accueilli au titre de l'année universitaire 2013-2014 environ 176 étudiants. Elle comprend cinq filières : assistant de direction, hôtellerie-restauration, génie informatique, machinisme agricole, comptabilité-audit-finance.
La formation des étudiants dans le système LMD (Licence, Master, Doctorat) semble être actuellement effective au sein de l'université de Ségou.

### Musique
Musiciens au style bambara de Ségou
Bazoumana Sissoko (1890-1987) ; Koni Coumaré / Koumaré (?-1999) ; Mokontafe Sacko (1934*-2002) ; Tara Bouaré (1935-1974) ; Fanta Damba (1938-) ; Hawa / Awa Koni Diabaté ; Lobi Traoré (1961-2010) ; Mah Damba (1965-) ; Teningnini Damba ; Wandé Kouyaté ; Bassekou Kouyaté (1966-) ; Babani Koné (1968-) ; Alymany Bah

### Ethnologie
Dominique Zahan, Antilopes du soleil. Arts et rites agraires d'Afrique noire, Dr. A. Schendl Verlag, Vienne, 1980, 197 pages, 101 planches hors texte avec 538 dessins de Ciwara, 50 figures intérieures, 1 carte.

### Festivals et événements
Le Festival sur le Niger a lieu à Ségou en février chaque année depuis 2005. Selon Mamou Daffé, directeur du festival, l’organisation du festival est bénéfique pour l’économie locale. Ainsi, au cours des 6 premières éditions, environ 1,5 milliard de francs Cfa ont été injectés dans l’économie, 150 entreprises locales ont travaillé pour le festival qui a créé, en 2010, 95 emplois directs et 1 858 emplois indirects. En 5 ans, le nombre de touristes à Ségou a été multiplié par 10, passant de 1 500 touristes en 2004 à 15 000 touristes en 2008. En 2010, 22 000 festivaliers venant de 29 pays ont participé au festival.

### Sites classés
- Sanké Mon, rite de pêche collective vieille de plus de six siècles, qui a lieu à San, dans la région de Ségou, tous les deuxièmes jeudis du septième mois lunaire pour commémorer la fondation de la ville. Classé dans le Patrimoine culturel national du Mali et inscrit sur la prestigieuse liste du patrimoine culturel immatériel de l’UNESCO en 2009[16],[17].
- Quartier historique de Ségou, constitué d’un ensemble de 12 bâtiments construits dans le style architecturale néo-soudanais[18]. Classé dans le Patrimoine culturel national par un décret du 14 novembre 2011.
- Quartier administratif de Ségou, ensemble de 12 bâtiments construits dans le style architectural néo-soudanais par les colonisateurs. Classé dans le Patrimoine culturel national par le décret n°2011-841/P-RM du 22 décembre 2011.
- Église de Mandiakuy, située au sud de la ville de Mandiakuy, cercle de Tominian, région de Ségou, elle fut successivement construite en paillote puis en banco. Cet édifice de terre s’écroula pendant l’hivernage en 1936. Construite pour la quatrième fois entre mars 1956 et septembre 1958, l’église de Mandiakuy est un bâtiment de forme rectangulaire, édifié sur un espace de 57,60 mètres de long sur 32 mètres de large. Imposant de par sa surface bâtie et sa fondation, l’édifice est construit en pierres blanches. Sa façade principale est ornée de deux tours de 30 mètres de haut séparées par une croix faciale haute de 16 mètres. L’architecture de l’église est de style néo-soudanais. Classé dans le Patrimoine culturel national par un décret de novembre 2014.
- Site historique du traité de Nango, situé dans le village de Nango, dans la commune rurale du même nom, au sud-ouest de la ville de Ségou. Le village de Nango est l’un des plus célèbres lieux de mémoire du Mali. C’est dans ce village qu’a été signé entre Ahmadou Cheïkou Tall et les colonisateurs français, le Traité de la libre navigation du Niger, le 10 novembre 1881. Le village de Nango garde encore deux témoignages matériels importants de cet événement historique : le monument dédié à la Mission Joseph Simon Gallieni implanté sur la place du marché du village et l’emplacement de la case de Nogoba Sangaré, hôtesse du conquérant français. Classé dans le Patrimoine culturel national par un décret de novembre 2014.

### Ségou dans la culture et les arts
De nombreuses œuvres littéraires, musicales et artistiques, maliennes et internationales, sont dédiées à Ségou ou la prennent comme décor.

#### Littérature
- Maryse Condé, Ségou, Les Murailles de terre, Éditions Robert Laffont, Paris, 1984.
- Maryse Condé, Ségou, La Terre en miettes, Éditions Robert Laffont, Paris, 1985.
- Bakary Diarra, Nyola N'Golo Diarra - Fondateur du royaume dynastique de Ségou-Sikoro, L'Harmattan Mali, 2011, 163 p.
- Lylian Kesteloot, Histoire d'un coup d'État - Mamari Biton Koulibaly, Alafabarre, 2010, 136 p.
- Hamidou Magassa, Une autre face de Ségou - Anthropologie de Patronat Malien, L'Harmattan Mali, 2011.

#### Musique
- L'Ensemble instrumental national du Mali - Dah-Monzon ou l'épopée Bambara, Label Mali Kunkan - KO/77.0411, 1977.
- Lobi Traoré - Ségou, Label Editions Cobalt - 09275-2, 1996.
- Bassekou Kouyaté & Ngoni Ba - Segu Blue, Label Out Here Records - OH 007, 2007.

#### Cinéma et télévision
- Les Rois de Ségou, première Saison, 2010, de Boubacar Sidibé. Série Télévisée 21 × 26 min[19].
- Les Rois de Ségou, deuxième saison, 2011, de Boubacar Sidibé. Série Télévisée 20 × 26 min[20].
- Da Monzon, la conquête de Samanyana, 2011, de Sidy Fassara Diabaté, 110 min.
- La geste de Ségou (Segu Janjo), 1989, de Mambaye Coulibaly. Court métrage, doublé en bambara, utilisant la technique des marionnettes animées, le film s'inspire d'un épisode de l'épopée bambara de Ségou. Très remarqué, le film a remporté le prix du meilleur court métrage lors du Fespaco à Ouagadougou et a été présenté en compétition au festival de Cannes dans le cadre de la Semaine de la critique.
- L'histoire du Mali. Les royaumes Bambara de Ségou. Douzième épisode d'une série de 20 épisodes qui retrace l'histoire du Mali, de l'empire du Ghana à l'indépendance. L'histoire du royaume Bambara de Ségou est narrée par le vieux Tchèfolo au petit Moussa.
- Fleuves du Monde. Niger - Le fleuve génie, 2010, France. Documentaire diffusé sur la chaîne européenne ARTE les 12 janvier et 10 mai 2015. Le film comporte des scènes de la vie des Ségoviens liée au fleuve Niger qui est l'âme de la ville. Au fil de l'eau, on y découvre notamment le festival de Ségou et les potières du village de Kalabougou. Il évoque aussi bien les problèmes environnementaux que les croyances ancestrales toujours très vivaces[21].
- Échappées Belles : Mali - Un bateau pour Tombouctou (Étape 1 : Bamako – Ségou). Documentaire du réalisateur Laurent Bouit, disponible en DVD et également diffusé sur la chaîne française France 5 dans l'émission Échappées belles le 22 février 2008.
- Apostrophes - Autres lieux autres mœurs, de Bernard Pivot, diffusée le 8 juin 1984[22]. Émission dans laquelle la Guadeloupéenne Maryse Condé présente son livre "Ségou, les murailles de terre", roman décrivant les conflits de civilisation et de religion en Afrique occidentale à la charnière du XVIIe et du XVIIIe siècle à travers l'histoire d'une famille de nobles bambara. Maryse Condé analyse sa fascination pour le Mali, dont elle décrit la situation actuelle de la religion et de la pensée africaine.

#### Théâtre
- Eugène Dervain, La reine scélérate suivi de La langue et le scorpion, Éditions CLE, 1971, 105 pages.
- Mamadou Koné, La décadence de Ségou ou Le Salaire de l'orgueil, 13e Concours Théâtral Inter-Africain, 1984. Histoire, librement interprétée, des rivalités au sein du royaume Bambara de Ségou et de sa chute devant les troupes d'Archinard ainsi que le cruel et inutile massacre du nourrisson, héritier du royaume, par des soldats français.
- Mary Jo Arnoldi, Puppet theatre in the Segu region in Mali, Thèse, Indiana University, 2 volumes, 1986, 550 pages.
- Eva Doumbia, Ségou et La Vie sans fards, 2016[23]. La metteur en scène d'origine franco-ivoirienne Eva Doumbia rend hommage à l'écrivaine Maryse Condé, en adaptant et mettant en scène deux de ses romans majeurs : "Ségou" et "La Vie sans fards". Pièce de théâtre filmée au Théâtre national de La Criée à Marseille et produite par Axe Sud.

## Économie

### Artisanat
Ségou est réputé pour son marché aux poteries fabriquées dans le village de potiers de Kalabougou.

## Lieux de culte

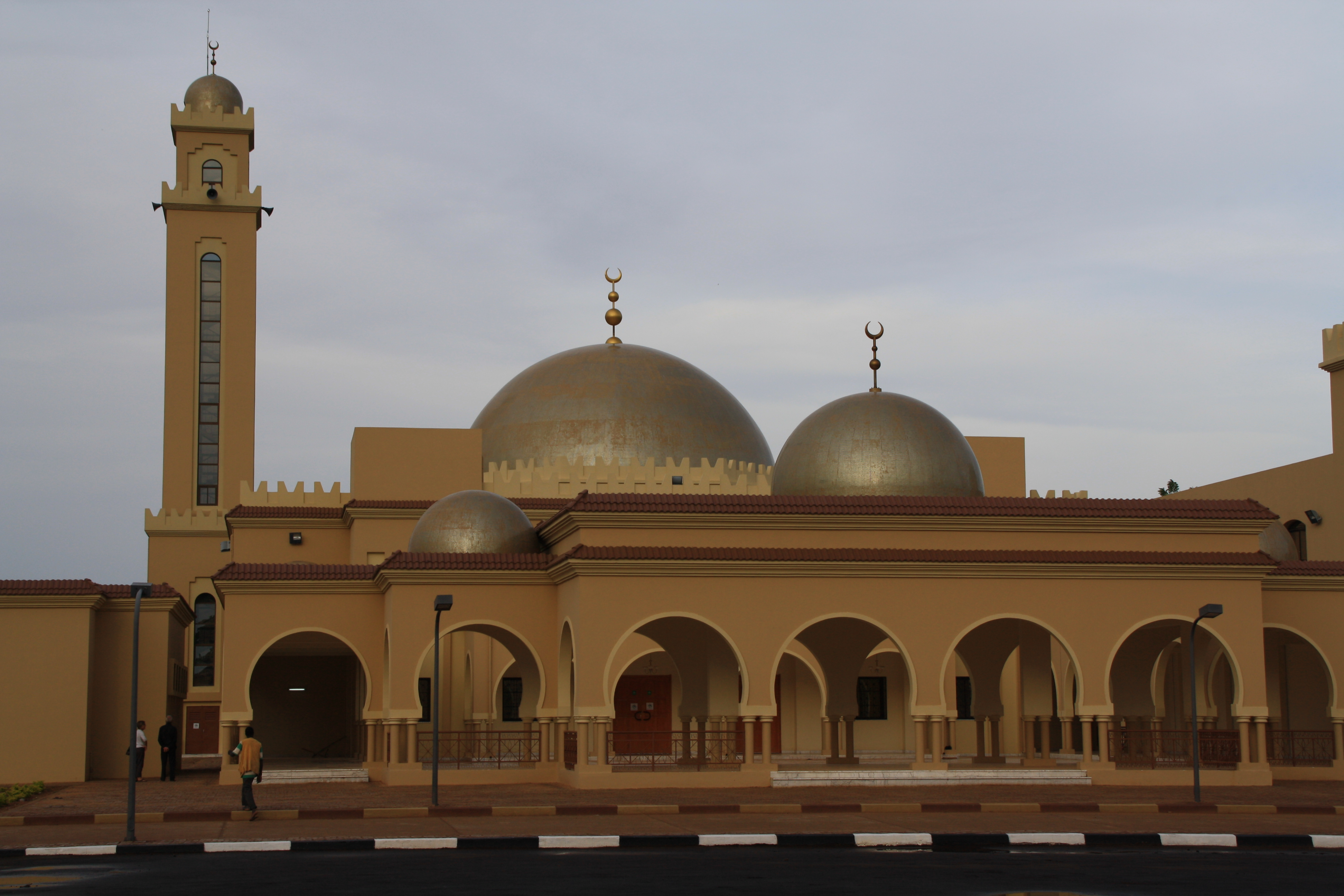
Grande mosquée du vendredi de Ségou

Parmi les lieux de culte, il y a principalement des mosquées musulmanes, dont la grande mosquée de Ségou et la mosquée Kadhafi. Il y a aussi des églises et des temples chrétiens : Diocèse de Ségou (Église catholique), Église Chrétienne Évangélique du Mali (Union mondiale de l'Alliance), Assemblées de Dieu.
La paroisse catholique, Cathédrale de l’Immaculée Conception de Ségou est fondée en 1895 et relève du diocèse de Ségou érigé en 1962.

## Sports
- Le Stade Amary Daou est situé à Ségou.
- L'AS Biton et Office du Niger Sports sont des clubs de football basés à Ségou.

## Personnalités liées à la ville
- Augustin Hacquard (1860-1901), père blanc
- Alfred Ki-Zerbo (1875?-1980), premier chrétien de Haute-Volta
- Noukoun Koné (1909-1988), officier et compagnon de la libération
- Soungalo Malé (1920-2002), photographe.
- Adama Kouyaté,  Ségou.
- Bruno Maïga (1952-), homme politique et diplomate né à Ségou
- Mamou Daffé, initiateur du Festival sur le Niger de Ségou.
- Amadou Haya Sanogo (1972-), militaire et homme d'État malien.
- Bah N'Daw (1950-), militaire à la retraite et homme politique malien.